# Allosaurus europaeus
Allosaurus europaeus ("annan ödla från Europa") är en art av släktet Allosaurus, en grupp köttätande dinosaurier som levde under yngre delen av juraperioden (Kimmeridge-skedet) i det som idag är Portugal för mellan 155 och 145 miljoner år sedan.

## Namn
Allosaurus europaeus' namn kommer från de grekiska orden αλλος/allos, som betyder 'egendomlig' eller 'olik', samt σαυρος/sauros, som betyder 'ödla' eller 'reptil'. Den har fått epitetet "europaeus" på grund av dess geografiska belägenhet. Den kan vara en synonym till A. fragilis (Peréz-Moreno o. a., 1999) eller Allosaurus sp. (Antunes och Mateus, 2003).

## Fynd
Man har hittat delar av kraniet (tänder medräknat), den fjärde till sjätte ryggkotan samt revben. Fynd gjordes i Lourinha-formationen i Porto Novo Member, Portugal. Arten beskrevs av Octávio Mateus, Aart Walen och Miguel Telles Antunes år 2006.

## Beskrivning
Allosaurus europaeus liknar till kroppsbyggnaden andra arter av Allosaurus med undantag för vissa varianter på skelettet, till exempel jugalbenets deltagande i fenestrae, den kluvna bakre delen av överkäken, ett näsben med två luftfyllda nervhål (de främre hålen är dubbelt så stora som de längre bak i kraniet), ett squamosalben som står ut in i fenestrae uppifrån, horn inträngda på sidan över ögonen, kanter och låga kammar på ovansidan nosen samt att den främre toppen av quadratojugal-benet är belägen längre fram jämfört med fenestrae.